# Brigitte Koczelnik
Brigitte Koczelnik (* 17. Juni 1953 in Duisburg) ist eine ehemalige deutsche Sprinterin und Mittelstreckenläuferin.
Bei den Halleneuropameisterschaften gewann sie 1975 in Kattowitz mit der bundesdeutschen Mannschaft Silber in der 4-mal-320-Meter-Staffel und wurde 1977 in San Sebastián Sechste über 800 Meter. Insgesamt trat sie in 15 Wettkämpfen im Nationaltrikot an.
Bei den Deutschen Meisterschaften wurde sie 1979 und 1980 Dritte über 800 Meter und erreichte mit der 4-mal-400-Meter-Staffel fünfmal den 1. Platz. In der Halle wurde sie 1974, 1975 und 1978 Vizemeisterin über 400 Meter, 1977 und 1980 Vizemeisterin über 800 Meter sowie zweimal Meisterin ud einmal Vizemeisterin über 4-mal 200 Meter.
Brigitte Koczelnik startete für den TuS 04 Leverkusen.

## Persönliche Bestzeiten
- 400 m: 53,63 s, 15. August 1976, Frankfurt am Main
- 800 m: 2:01,7 min, 24. Juni 1978, Augsburg
- 400 m Hürden: 59,47 s, 27. Juni 1981, Remscheid